# Au temps des châtaignes
Pour plus de détails, voir Fiche technique et Distribution.
Au temps des châtaignes est un film documentaire français de court métrage réalisé par Jean-Michel Barjol et sorti en 1966.

## Synopsis
Le témoignage d'un couple de paysans âgés vivant en Ardèche dans un village abandonné des hauts plateaux.

## Fiche technique
- Titre : Au temps des châtaignes
- Réalisation : Jean-Michel Barjol
- Assistant réalisateur : Michel Fugain[1]
- Scénario et commentaire : Jean-Michel Barjol
- Commentaire dit par Jean Négroni
- Photographie : Pierre Peylet
- Son : Gilbert Pereira
- Musique : Dominique Chanson
- Production : Les Films du Centaure
- Durée : 22 minutes
- Date de sortie : 1966[2]

## Sélection
- Journées internationales du film de court métrage de Tours 1966[3]